# Halcombe
Halcombe – miejscowość w Nowej Zelandii, na Wyspie Północnej, w regionie Manawatu-Wanganui.